# Flatida montivaga
Flatida montivaga är en insektsart som först beskrevs av William Lucas Distant 1892.  Flatida montivaga ingår i släktet Flatida och familjen Flatidae. Inga underarter finns listade i Catalogue of Life.